# Музей Басуки Абдуллах
Музей Басуки Абдуллах (англ. Basoeki Abdullah Museum) — художественный музей, расположенный в Южной Джакарте, Индонезия. В музее находятся картины и личная коллекция художника Басуки Абдуллаха, в которой также есть статуи, маски, куклы и оружие. Музей находится под руководством Министерства образования и культуры Индонезии. Кроме использования музея для выставок, он также используется как мастерская.

## История
Музей Басуки Абдуллах был создан 25 сентября 2001 года и открыт министром культуры и туризма Геде Ардика. Музей был основан по инициативе Басуки Абдуллаха, умершего ещё 5 ноября 1993 года. Он завещал, чтобы его картины и личная коллекция, вместе с домом, отошли во владение Правительства Республики Индонезия. В 1998 году дом на улице Кеанганг Рая в Южной Джакарте был передан правительству Индонезии через Главное управление культуры. Позже, здание реставрировали, чтобы использовать как музей.